# 小野川 (千葉県)
小野川（おのがわ）は、千葉県香取市を流れる一級河川。利根川水系利根川の支流である。

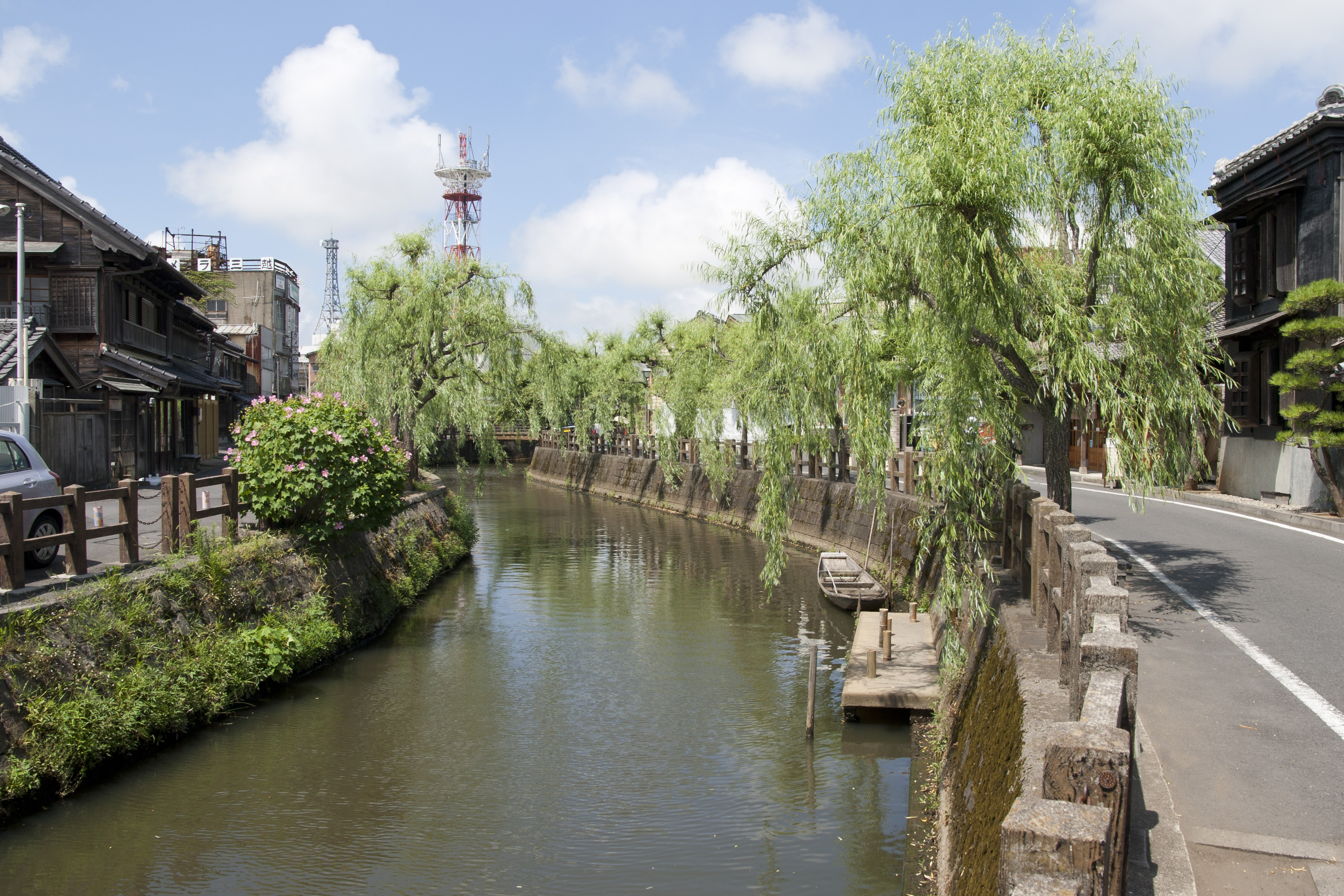
佐原を流れる小野川

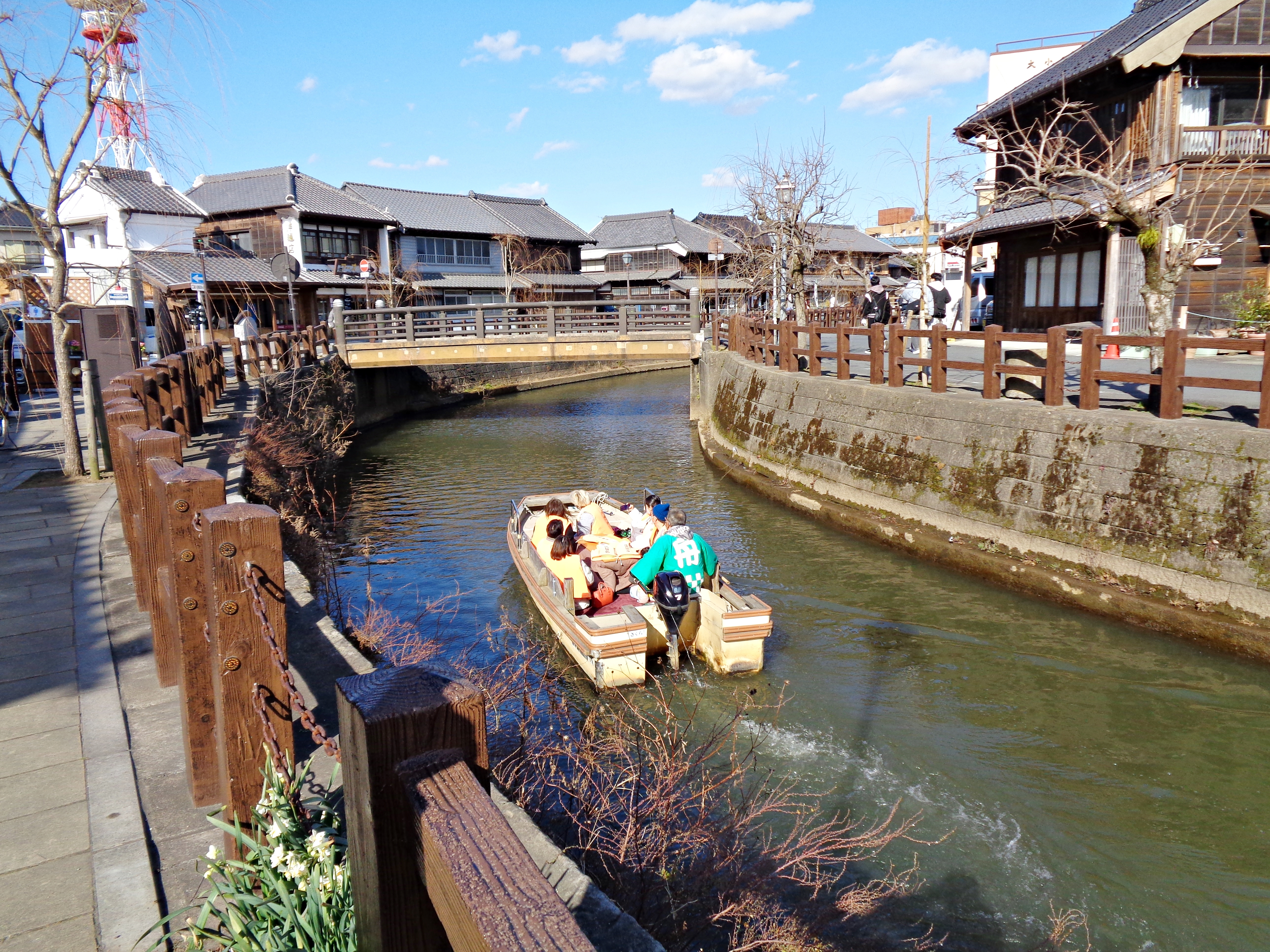
小江戸さわら舟めぐり

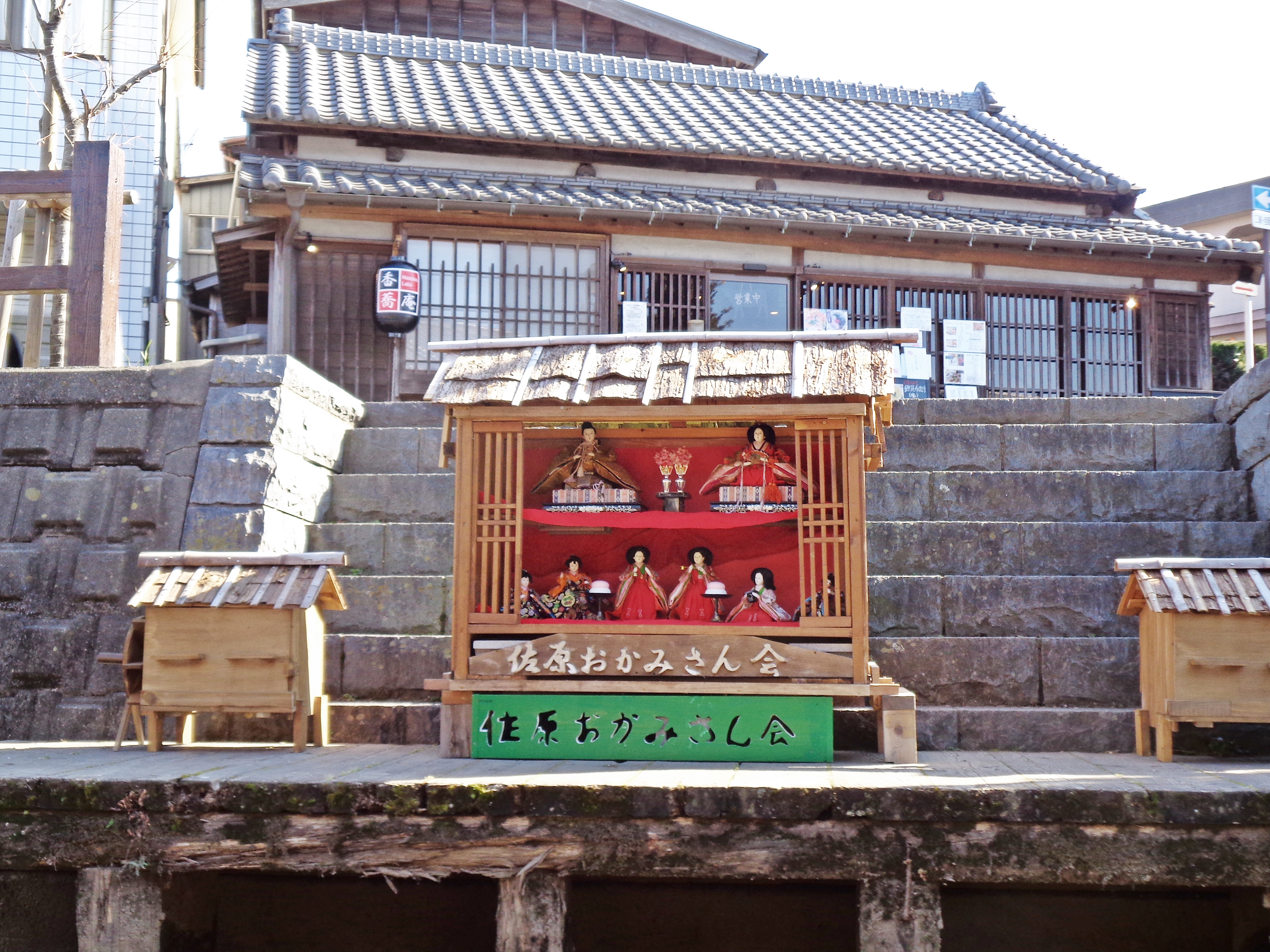
川岸に飾られる佐原おかみさんの会作成の雛人形

## 地理
千葉県香取市織幡付近に源を発し北西へ流れる。香取市牧野で香西川を合わせ、佐原市街地を北上し、香取市佐原で利根川に合流する。佐原市街地では大雨時にたびたび冠水し被害をもたらしたことから、小野川放水路が市街地を迂回するように造られている。
小野川下流部の忠敬橋付近の佐原の町並みには、伝統的建造物が多数残り、河岸（かし）の歴史的景観が残ることから「香取市佐原伝統的建造物群保存地区」の名称で重要伝統的建造物群保存地区として選定されている。小野川の流れと歴史的な町並みの風情が観光客を集めている。
小野川は香取市佐原の市街地を二分して流れる。その右岸（東）を本宿、左岸（西）を新宿と呼び、祭礼行事（佐原の大祭）は別々に行われているなど、市街地内の地区区分上大きな役割がある。

## 歴史
利根川の支流である小野川は、江戸期より水運の集散地として佐原の町を発展させた。農業用水としても古くから利用され、香取市牧野地先に堰を造り、樋橋を介して市内関戸方面や本宿耕地方面に水を引いていた。1951年（昭和26年）に国鉄佐原駅北側に小野川から掘り込み式の佐原港が完成したが、船の需要がなくなったため1970年（昭和45年）に埋め立てられた。2004年（平成16年）には市街地の洪水を解消するため香取市牧野地先から本宿耕地地先利根川までを流す小野川放水路が完成した。
「小野川周辺の町並」で、手づくり郷土賞昭和62年度（いきいきとした楽しい街並み）受賞。平成17年度には大賞を受賞。

## 支流
- 香西川
- 十間川

## 橋梁
- 下小野第一高架橋（東関東自動車道）
- 新堤橋（にいつつみばし）
- 小川須橋（こがすばし）
- 堀戸橋（ほっとばし）
- 新部橋（にっぺばし）
- ふれあい橋
- 牧野橋（千葉県道16号佐原八日市場線）
- 佐香江橋（さかえばし）
- 学校橋
- 樋橋（別名：じゃーじゃー橋、日本の音風景100選）
- 忠敬橋（ちゅうけいばし、千葉県道55号佐原山田線）
- 共栄橋
- 中橋
- 開運橋
- 小野川橋りょう（JR成田線）
- 小鮒橋
- 新橋
- 万代橋（よろずよばし）
- 北賑橋（国道356号）
- 小野川水門橋（千葉県道404号銚子小見川佐原自転車道線）（先代小野川橋は1924年（大正13年）に竣工した日本で初の跳開式橋梁）